# Ледяной ветер (фильм, 1997)
«Ледяной ветер» (англ. The Ice Storm) — кинофильм режиссёра Энга Ли, вышедший на экраны в 1997 году. Экранизация одноимённого романа Рика Муди.

## Сюжет
Действие происходит в течение нескольких дней накануне и во время Дня благодарения 1973 года. В центре повествования — семья Худов: семейная пара Бен и Елена, чувствующие, что всё более отдаляются друг от друга; их 14-летняя дочь Уэнди, переживающая период взросления, и 16-летний сын Пол, живущий отдельно в школьном интернате. Жизнь Худов тесно переплетается с жизнью их соседей — Карверов: Бен заводит роман с соседкой Джейни, а Уэнди заигрывает сразу с обоими сыновьями Карверов — Мики и Сэнди. Пол также увлечен своей одноклассницей Либбетс. Внешне спокойная и размеренная, жизнь семьи Худов погружается в хаос.

## В ролях
- Кевин Клайн — Бен Худ
- Джоан Аллен — Елена Худ, жена Бена
- Сигурни Уивер — Джейни Карвер
- Тоби Магуайр — Пол Худ, сын Бена и Елены
- Кристина Риччи — Уэнди Худ, дочь Бена и Елены
- Джейми Шеридан — Джим Карвер
- Элайджа Вуд — Мики Карвер, сын Джима и Джейни
- Адам Хэнн-Бёрд — Сэнди Карвер, сын Джима и Джейни
- Генри Черни — Джордж Клэр
- Дэвид Крамхолц — Фрэнсис Дэвенпорт
- Кейт Бертон — Дороти Франклин
- Кэти Холмс — Либбетс Кейси
- Эллисон Дженни — Дот Хэлфорд

## Награды и номинации
- 1997 — приз за лучший сценарий (Джеймс Шеймус) на Каннском кинофестивале.
- 1998 — номинация на премию «Золотой глобус» за лучшую женскую роль второго плана (Сигурни Уивер).
- 1998 — премия BAFTA за лучшую женскую роль второго плана (Сигурни Уивер), а также номинация в категории «лучший адаптированный сценарий» (Джеймс Шеймус).
- 1998 — номинация на премию Австралийского института кино за лучший зарубежный фильм.
- 1998 — премия «Золотой жук» за лучший зарубежный фильм.
- 1998 — три номинации на премию «Спутник»: лучший адаптированный сценарий (Джеймс Шеймус), лучшая драматическая актриса (Джоан Аллен), лучшая драматическая актриса второго плана (Сигурни Уивер).
- 1998 — номинация на премию Гильдии сценаристов США за лучший адаптированный сценарий (Джеймс Шеймус).
- 1998 — две номинации на премию «Молодой актёр»: лучший молодой актёр второго плана (Элайджа Вуд), лучшая молодая актриса второго плана (Кристина Риччи).
- 1999 — премия «Бодиль» за лучший американский фильм (Энг Ли).
- 1999 — 5 номинаций на премию Лондонского кружка кинокритиков: лучший фильм, актёр (Кевин Клайн), актриса (Джоан Аллен), режиссёр (Энг Ли), сценарист (Джеймс Шеймус).